# Droga wojewódzka 773
Die Droga wojewódzka 773 (DW 773) ist eine 34 Kilometer lange Droga wojewódzka (Woiwodschaftsstraße) in der polnischen Woiwodschaft Kleinpolen, die Sieniczno mit Wesoła verbindet. Die Strecke liegt im Powiat Olkuski, im Powiat Krakowski.

## Streckenverlauf
Woiwodschaft Kleinpolen, Powiat Olkuski
-  Sieniczno (DK 94)
- Kosmolów

Woiwodschaft Kleinpolen, Powiat Krakowski
- Sułoszowa
- Pieskowa Skała
-  Skała (DW 794)
- Nowa Wieś
- Iwanowice Włościańskie
- Poskwitów
-  Wesoła (DK 7)